# 펌프 잇 업 XX
펌프 잇 업 XX는 국내 21번째, 해외 18번째, 전세계 16번째이자 20주년 기념작이다. 2019년 1월 7일에 대한민국에서 먼저 발매되었다.

## 수록곡
곡명의 배경색으로 빨간색이 펌프잇업의 오리지널 곡, 파란색이 가요(K-Pop), 노란색이 월드 뮤직(World Music), 초록색이 일본곡(J-Music),보라색이 크로스(Xross)로 구성되었다. 곡 제목의 굵은 글씨는 펌프 잇 업의 인기 명곡, 기울인 글씨는 비인기 명곡, “”표시는 인기곡이 재등장하지 못한 곡, ‘’표시는 인기곡으로 끌려고 했던 곡이다. 매우 아쉬운 점은 노바소닉 2곡, 2017년에서 프라임2에 수록된  드림캐처 2곡, 2018년에서 수록된 프라임 2의 가요 4곡만 제외한 모든 가요곡이 전부 삭제되었다. 반야의 초기작 이그니션 스타츠와 힙노시스도 역시 삭제되었으며 두번 다시 아예 영원히 부활하지 못하였다. 님과함께, 서울구경, 점프 등의 오리지널곡은 부활하였고, 가요 최고난이도 곡인 디그니티도 중간에 부활하였다. 음악속도가 빨라지거나 느려지는 러쉬모드는 XX에서 폐지되었다. 카테고리의 경우는 피에스타&피에스타 EX와 피에스타 2에서 피에스타~피에스타 2로 통합되었다. 그리고 NX부터 프라임 2까지 썼던 범용 BGA는 XX의 16:9식의 단일 범용 BGA로 변경되었다.

### 올 튠 (일반곡)
| 카테고리                              | 곡 제목                                                        | 비고                                        |
| ------------------------------------- | -------------------------------------------------------------- | ------------------------------------------- |
| 1st 2nd 3rd O.B.G. S.E. 퍼펙트 컬렉션 | 노바소닉 - 또다른 진심                                         |                                             |
| 1st 2nd 3rd O.B.G. S.E. 퍼펙트 컬렉션 | 반야 - 파이널 오디션                                           |                                             |
| 1st 2nd 3rd O.B.G. S.E. 퍼펙트 컬렉션 | 반야 - 엑스트라바간자                                          |                                             |
| 1st 2nd 3rd O.B.G. S.E. 퍼펙트 컬렉션 | 반야 - 파이널 오디션 2                                         |                                             |
| 1st 2nd 3rd O.B.G. S.E. 퍼펙트 컬렉션 | 반야 - 태동                                                    |                                             |
| 1st 2nd 3rd O.B.G. S.E. 퍼펙트 컬렉션 | 반야 - 터키 행진곡                                             |                                             |
| 1st 2nd 3rd O.B.G. S.E. 퍼펙트 컬렉션 | 반야 - 님과 함께                                               |                                             |
| 1st 2nd 3rd O.B.G. S.E. 퍼펙트 컬렉션 | 반야 - 서울구경                                                |                                             |
| 1st 2nd 3rd O.B.G. S.E. 퍼펙트 컬렉션 | 반야 - 악몽                                                    |                                             |
| 1st 2nd 3rd O.B.G. S.E. 퍼펙트 컬렉션 | 반야 - 눈을 감아                                               |                                             |
| 1st 2nd 3rd O.B.G. S.E. 퍼펙트 컬렉션 | 반야 - 프리 스타일                                             |                                             |
| 1st 2nd 3rd O.B.G. S.E. 퍼펙트 컬렉션 | 반야 - 미드나잇 블루                                           |                                             |
| 1st 2nd 3rd O.B.G. S.E. 퍼펙트 컬렉션 | 반야 - 그녀는 피자를 좋아해                                    |                                             |
| 1st 2nd 3rd O.B.G. S.E. 퍼펙트 컬렉션 | 반야 - 펌핑 업                                                 |                                             |
| 1st 2nd 3rd O.B.G. S.E. 퍼펙트 컬렉션 | 반야 - 오! 로사                                                |                                             |
| 1st 2nd 3rd O.B.G. S.E. 퍼펙트 컬렉션 | 반야 - 첫사랑                                                  |                                             |
| 1st 2nd 3rd O.B.G. S.E. 퍼펙트 컬렉션 | 반야 - 사랑가                                                  |                                             |
| 1st 2nd 3rd O.B.G. S.E. 퍼펙트 컬렉션 | 반야 - 무혼                                                    |                                             |
| 1st 2nd 3rd O.B.G. S.E. 퍼펙트 컬렉션 | 반야 - 미스터 라푸스                                           |                                             |
| 1st 2nd 3rd O.B.G. S.E. 퍼펙트 컬렉션 | 반야 - 펌프 점프                                               |                                             |
| 1st 2nd 3rd O.B.G. S.E. 퍼펙트 컬렉션 | 반야 - N                                                       |                                             |
| 1st 2nd 3rd O.B.G. S.E. 퍼펙트 컬렉션 | 반야 - 롤링 크리스마스                                         |                                             |
| 1st 2nd 3rd O.B.G. S.E. 퍼펙트 컬렉션 | 반야 - 올 I 원트 포 X-마스                                     |                                             |
| 1st 2nd 3rd O.B.G. S.E. 퍼펙트 컬렉션 | 반야 - 베토벤 바이러스                                         |                                             |
| 1st 2nd 3rd O.B.G. S.E. 퍼펙트 컬렉션 | 노바소닉 - 슬램                                                |                                             |
| 카테고리                              | 곡 제목                                                        | 비고                                        |
| 엑스트라 리버스 프리미어 3 프렉스 3   | 반야 - 치킨 윙                                                 |                                             |
| 엑스트라 리버스 프리미어 3 프렉스 3   | 반야 - 라젠스키 캉캉                                           |                                             |
| 엑스트라 리버스 프리미어 3 프렉스 3   | 반야 - 파이널 오디션 에피소드 1                                |                                             |
| 엑스트라 리버스 프리미어 3 프렉스 3   | 반야 - 닥터. M                                                 |                                             |
| 엑스트라 리버스 프리미어 3 프렉스 3   | 반야 - 엠페러                                                  |                                             |
| 엑스트라 리버스 프리미어 3 프렉스 3   | 반야 - 겟 유어 그루브 온                                       |                                             |
| 엑스트라 리버스 프리미어 3 프렉스 3   | 반야 - 러브 이스 어 데인저 존                                  |                                             |
| 엑스트라 리버스 프리미어 3 프렉스 3   | 반야 - 마리아                                                  |                                             |
| 엑스트라 리버스 프리미어 3 프렉스 3   | 반야 - 미션 파서블                                             |                                             |
| 엑스트라 리버스 프리미어 3 프렉스 3   | 반야 - 마이 웨이                                               |                                             |
| 엑스트라 리버스 프리미어 3 프렉스 3   | 반야 - 포인트 브레이크                                         |                                             |
| 엑스트라 리버스 프리미어 3 프렉스 3   | 반야 - 스트리트 쇼 다운                                        |                                             |
| 엑스트라 리버스 프리미어 3 프렉스 3   | 반야 - 탑 시티                                                 |                                             |
| 엑스트라 리버스 프리미어 3 프렉스 3   | 반야 - 윈터                                                    |                                             |
| 엑스트라 리버스 프리미어 3 프렉스 3   | 반야 - 윌 O' 더 위스프                                         |                                             |
| 엑스트라 리버스 프리미어 3 프렉스 3   | 반야 - 틸 디 엔드 오브 타임                                    |                                             |
| 엑스트라 리버스 프리미어 3 프렉스 3   | 반야 - 오이 오이 오이                                          |                                             |
| 엑스트라 리버스 프리미어 3 프렉스 3   | 반야 - 위 윌 밋 어게인                                         |                                             |
| 엑스트라 리버스 프리미어 3 프렉스 3   | 반야 - 미스'S 스토리                                           |                                             |
| 엑스트라 리버스 프리미어 3 프렉스 3   | 반야 - 셋 미 업                                                |                                             |
| 엑스트라 리버스 프리미어 3 프렉스 3   | 반야 - 댄스 위드 미                                            |                                             |
| 엑스트라 리버스 프리미어 3 프렉스 3   | 반야 - 부크                                                    |                                             |
| 엑스트라 리버스 프리미어 3 프렉스 3   | 반야 - 우편마차                                                |                                             |
| 엑스트라 리버스 프리미어 3 프렉스 3   | 반야 - 비                                                      |                                             |
| 엑스트라 리버스 프리미어 3 프렉스 3   | 반야 - D 갱                                                    |                                             |
| 엑스트라 리버스 프리미어 3 프렉스 3   | 반야 - 헬로                                                    |                                             |
| 엑스트라 리버스 프리미어 3 프렉스 3   | 반야 - 비트 오브 더 워                                         |                                             |
| 엑스트라 리버스 프리미어 3 프렉스 3   | 반야 - 컴 투 미                                                |                                             |
| 카테고리                              | 곡 제목                                                        | 비고                                        |
| 익시드 익시드2 제로                   | 반야 - 파이널 오디션 3 U.F.                                    |                                             |
| 익시드 익시드2 제로                   | 반야 - 태동 2                                                  |                                             |
| 익시드 익시드2 제로                   | 반야 - 몽키 핑거즈                                             |                                             |
| 익시드 익시드2 제로                   | 반야 - 블레이징                                                |                                             |
| 익시드 익시드2 제로                   | 반야 - 펌프 미 아마데우스                                      |                                             |
| 익시드 익시드2 제로                   | 반야 - 엑스트림                                                |                                             |
| 익시드 익시드2 제로                   | 반야 - 겟 업!                                                  |                                             |
| 익시드 익시드2 제로                   | 크래쉬 - 디그니티                                              | 1.04.0에서 부활                             |
| 익시드 익시드2 제로                   | 반야 - J 봉                                                    |                                             |
| 익시드 익시드2 제로                   | 반야 - 하이 바이                                               |                                             |
| 익시드 익시드2 제로                   | 반야 - 무혼 2                                                  |                                             |
| 익시드 익시드2 제로                   | 반야 - 캐논-D                                                  |                                             |
| 익시드 익시드2 제로                   | 반야 - 비트 오브 더 워 2                                       |                                             |
| 익시드 익시드2 제로                   | 반야 - 월광                                                    |                                             |
| 익시드 익시드2 제로                   | 반야 - 위치 닥터                                               |                                             |
| 익시드 익시드2 제로                   | 반야 - 러브 이스 어 데인저 존 pt. 2                            |                                             |
| 익시드 익시드2 제로                   | 반야 - 팬텀                                                    |                                             |
| 익시드 익시드2 제로                   | 반야 - 파파 곤잘레스                                           |                                             |
| 익시드 익시드2 제로                   | 반야 - 점프                                                    |                                             |
| 익시드 익시드2 제로                   | 반야 - 러브 이스 어 데인저 존 pt. 2 어나더                     |                                             |
| 카테고리                              | 곡 제목                                                        | 비고                                        |
| NX NX2 NXA                            | 이 얍 - 위치 닥터 #1                                           |                                             |
| NX NX2 NXA                            | 이 얍 - 아크 오브 다크니스                                     |                                             |
| NX NX2 NXA                            | 이 얍 - 키메라                                                 |                                             |
| NX NX2 NXA                            | 반야 프로덕션 - 2006 사랑가                                    |                                             |
| NX NX2 NXA                            | 반야 프로덕션 - 두 유 노우 댓 -올드 스쿨-                      |                                             |
| NX NX2 NXA                            | 반야 프로덕션 - 건 락                                          |                                             |
| NX NX2 NXA                            | 반야 프로덕션 - 투우사의 노래                                  |                                             |
| NX NX2 NXA                            | 반야 프로덕션 - 미운 오리새끼                                  |                                             |
| NX NX2 NXA                            | 이 얍 - 파이널 오디션 에피소드 2-1                             |                                             |
| NX NX2 NXA                            | 이 얍 - 파이널 오디션 에피소드 2-2                             |                                             |
| NX NX2 NXA                            | 이 얍 - 무혼 1.5                                               |                                             |
| NX NX2 NXA                            | 반야 프로덕션 - 비트 더 고스트                                 |                                             |
| NX NX2 NXA                            | 반야 프로덕션 - 카프리스 오브 오타다                           |                                             |
| NX NX2 NXA                            | 반야 프로덕션 - 머니                                           |                                             |
| NX NX2 NXA                            | 반야 프로덕션 - 몽키 핑거즈 2                                  |                                             |
| NX NX2 NXA                            | 이 얍 - 패스터 Z                                               |                                             |
| NX NX2 NXA                            | 이 얍 - 펌트리스 콰트로                                        |                                             |
| NX NX2 NXA                            | 반야 프로덕션 - 기타 맨                                        |                                             |
| NX NX2 NXA                            | 반야 프로덕션 - 히글디 피글디                                  |                                             |
| NX NX2 NXA                            | 반야 프로덕션 - 잼 오 비트                                     |                                             |
| NX NX2 NXA                            | 이 얍 - 펌트리스 8비트 ver.                                    |                                             |
| NX NX2 NXA                            | 이 얍 - 블레이즈 이모션                                        |                                             |
| NX NX2 NXA                            | 이 얍 - 캐논 X.1                                               |                                             |
| NX NX2 NXA                            | 이 얍 - 젓가락 변주곡                                          |                                             |
| NX NX2 NXA                            | 반야 프로덕션 - 사람들은 몰랐다네                              |                                             |
| NX NX2 NXA                            | 반야 프로덕션 - DJ 오타다                                      |                                             |
| NX NX2 NXA                            | 반야 프로덕션 - K.O.A. -앨리스 인 원더월드-                    |                                             |
| NX NX2 NXA                            | 반야 프로덕션 - 마이 드림즈                                    |                                             |
| NX NX2 NXA                            | 반야 프로덕션 - 토카타                                         |                                             |
| NX NX2 NXA                            | 이 얍 - 파이널 오디션 에피소드 2-X                             |                                             |
| 카테고리                              | 곡 제목                                                        | 비고                                        |
| 피에스타 피에스타EX 피에스타2         | 이 얍 - X-트리                                                 |                                             |
| 피에스타 피에스타EX 피에스타2         | 이 얍 - 소서리스 엘리제                                        |                                             |
| 피에스타 피에스타EX 피에스타2         | ms군 - 사랑가 -2막-                                            |                                             |
| 피에스타 피에스타EX 피에스타2         | 맥스 - U 갓 2 노우                                             |                                             |
| 피에스타 피에스타EX 피에스타2         | SHK - 데스티네이션                                             |                                             |
| 피에스타 피에스타EX 피에스타2         | 도인 - 진공                                                    |                                             |
| 피에스타 피에스타EX 피에스타2         | 반야 프로덕션 - 두 잇 -레게 스타일-                            |                                             |
| 피에스타 피에스타EX 피에스타2         | 반야 프로덕션 - 제네시스                                       |                                             |
| 피에스타 피에스타EX 피에스타2         | 반야 프로덕션 - 아리랑                                         |                                             |
| 피에스타 피에스타EX 피에스타2         | 반야 프로덕션 - 테크 -클럽 코펜하겐-                           |                                             |
| 피에스타 피에스타EX 피에스타2         | 반야 프로덕션 - 안녕 윌리엄                                    |                                             |
| 피에스타 피에스타EX 피에스타2         | 반야 프로덕션 - 터키 행진곡 -미니멀 튠즈-                      |                                             |
| 피에스타 피에스타EX 피에스타2         | 반야 프로덕션 - 겟 업 (앤 고)                                  |                                             |
| 피에스타 피에스타EX 피에스타2         | 반야 프로덕션 - 팬텀 -인터메조-                                |                                             |
| 피에스타 피에스타EX 피에스타2         | 반야 프로덕션 - 미션 파서블 -블로우 백-                        |                                             |
| 피에스타 피에스타EX 피에스타2         | 반야 프로덕션 - 펌핑 점핑                                      |                                             |
| 피에스타 피에스타EX 피에스타2         | 도인 - 테프리스                                                |                                             |
| 피에스타 피에스타EX 피에스타2         | 도인 - 네이팜                                                  |                                             |
| 피에스타 피에스타EX 피에스타2         | 쓰로다운 - 왓 해픈드                                           |                                             |
| 피에스타 피에스타EX 피에스타2         | 생션7 - 가고일                                                 |                                             |
| 피에스타 피에스타EX 피에스타2         | DM 아슈라 - 알레그로 콘 뿌오코                                 |                                             |
| 피에스타 피에스타EX 피에스타2         | DM 아슈라 - X-레이브                                           |                                             |
| 피에스타 피에스타EX 피에스타2         | 보스피 - 스멜스 라이크 어 초콜렛                               |                                             |
| 피에스타 피에스타EX 피에스타2         | 지르콘 - 네크로맨시                                            |                                             |
| 피에스타 피에스타EX 피에스타2         | 도인 - 클리너                                                  |                                             |
| 피에스타 피에스타EX 피에스타2         | 도인 - 인터퍼런스                                              |                                             |
| 피에스타 피에스타EX 피에스타2         | SHK - 리얼리티                                                 |                                             |
| 피에스타 피에스타EX 피에스타2         | SHK - 테이크 아웃                                              |                                             |
| 피에스타 피에스타EX 피에스타2         | 맥스 & 로리체슬 (시드-사운드) - 버터 플라이                    |                                             |
| 피에스타 피에스타EX 피에스타2         | 맥스 - 오버블로우                                              |                                             |
| 피에스타 피에스타EX 피에스타2         | 맥스 - 위 갓 2 노우                                            |                                             |
| 피에스타 피에스타EX 피에스타2         | 반야 프로덕션 - 헝가리 무곡 V                                  |                                             |
| 피에스타 피에스타EX 피에스타2         | 반야 프로덕션 - 마왕                                           |                                             |
| 피에스타 피에스타EX 피에스타2         | SHK - 네이티브                                                 |                                             |
| 피에스타 피에스타EX 피에스타2         | A.V - 야근                                                     | 2.06.0에서 정식곡으로 부활                  |
| 피에스타 피에스타EX 피에스타2         | V.A - 파반느                                                   |                                             |
| 피에스타 피에스타EX 피에스타2         | 도인 - 잣                                                      |                                             |
| 피에스타 피에스타EX 피에스타2         | 도인 - ㅁㄴㅇㄹ                                                |                                             |
| 피에스타 피에스타EX 피에스타2         | 맥스 & 서량 (시드-사운드) - 조나단의 꿈                        |                                             |
| 피에스타 피에스타EX 피에스타2         | 어피니티 - 모노리스                                            |                                             |
| 피에스타 피에스타EX 피에스타2         | 코코넛 - 레이디버그                                            |                                             |
| 피에스타 피에스타EX 피에스타2         | 코코넛 - 키티 캣                                               |                                             |
| 피에스타 피에스타EX 피에스타2         | 디클로니우스 - 하드코어 오브 더 노스                           |                                             |
| 피에스타 피에스타EX 피에스타2         | 하이-G - 트라이브 어태커                                       |                                             |
| 피에스타 피에스타EX 피에스타2         | 나이트메어 - 드림 투 나이트메어                                |                                             |
| 피에스타 피에스타EX 피에스타2         | 스마일리 - 슈샤                                                |                                             |
| 피에스타 피에스타EX 피에스타2         | 지그재그 - VVV                                                 |                                             |
| 피에스타 피에스타EX 피에스타2         | 지르콘 - 스타 커맨드                                           |                                             |
| 피에스타 피에스타EX 피에스타2         | J-미 & 미디-D 핏. 한나 스톡젤 - 팝 더 트랙                     |                                             |
| 피에스타 피에스타EX 피에스타2         | 신스울프 - 파사칼리아                                          |                                             |
| 피에스타 피에스타EX 피에스타2         | 지르콘 - 바로크 바이러스                                       |                                             |
| 피에스타 피에스타EX 피에스타2         | DM 아슈라 - 엘리제                                             |                                             |
| 피에스타 피에스타EX 피에스타2         | 반야 리믹스 바이 DM 아슈라 - 이그니스 패터스                   |                                             |
| 피에스타 피에스타EX 피에스타2         | 반야 리믹스 바이 크랭키 - 러브 이스 어 데인저 존 (크랭키 믹스) |                                             |
| 피에스타 피에스타EX 피에스타2         | 반야 리믹스 바이 신스울프 - 힙노시스 (신스울프 믹스)           |                                             |
| 피에스타 피에스타EX 피에스타2         | 도인 - FFF (플류 파 패스터)                                    |                                             |
| 피에스타 피에스타EX 피에스타2         | SHK - 유니크                                                   |                                             |
| 피에스타 피에스타EX 피에스타2         | 맥스 - 엑시던트                                                |                                             |
| 피에스타 피에스타EX 피에스타2         | 맥스 - D                                                       |                                             |
| 피에스타 피에스타EX 피에스타2         | 맥스 - U 갓 미 락킹                                            |                                             |
| 피에스타 피에스타EX 피에스타2         | 약_원 - 루시드 (PIU 에디트)                                    |                                             |
| 피에스타 피에스타EX 피에스타2         | SHK - 로그-인                                                  |                                             |
| 피에스타 피에스타EX 피에스타2         | 약_원 - 윈드밀                                                 |                                             |
| 피에스타 피에스타EX 피에스타2         | SHK - 팔로우 미                                                |                                             |
| 피에스타 피에스타EX 피에스타2         | 시드-사운드 - 여래아                                           |                                             |
| 피에스타 피에스타EX 피에스타2         | SQUAR - 멘탈 라이더                                            |                                             |
| 카테고리                              | 곡 제목                                                        | 비고                                        |
| 프라임                                | M2U - 네메시스                                                 |                                             |
| 프라임                                | M2U - 캇코이                                                   |                                             |
| 프라임                                | 와락 - 라티노 바이러스                                         |                                             |
| 프라임                                | 와락 - 엘리시움                                                |                                             |
| 프라임                                | 나토 - 요그 소토스                                             |                                             |
| 프라임                                | 나토 - 실루엣 이펙트                                           |                                             |
| 프라임                                | 맴매 - 차이니즈 레스토랑                                       |                                             |
| 프라임                                | 맴매 - 아발란치                                                |                                             |
| 프라임                                | 맴매 - 포스 오브 라                                            |                                             |
| 프라임                                | 맥스 - 레퀴엠                                                  |                                             |
| 프라임                                | 맥스 - 유 갓 미 크레이지                                       |                                             |
| 프라임                                | 맥스 - B2                                                      |                                             |
| 프라임                                | 폴 바주카 - 메테오라이즈                                       |                                             |
| 프라임                                | 폴 바주카 - 매드사이언스                                       |                                             |
| 프라임                                | 젠틀 스틱 - 헤스티아                                           |                                             |
| 프라임                                | 젠틀 스틱 - 암피트리온                                         |                                             |
| 프라임                                | 도인 - 리키지 볼티지                                           |                                             |
| 프라임                                | 도인 - 리무버블 디스코                                         |                                             |
| 프라임                                | SHK - 슈퍼 판타지                                              |                                             |
| 프라임                                | SHK - 바이올렛 퍼퓸                                            |                                             |
| 프라임                                | 이 얍 - 레드 스완                                              |                                             |
| 프라임                                | 이 얍 - 히아신스                                               |                                             |
| 프라임                                | 이 얍 - 블레이즈 이모션 (밴드 버전)                            |                                             |
| 프라임                                | 슬램 - 1950                                                    |                                             |
| 프라임                                | 맥스 - 설탕음모론                                              |                                             |
| 프라임                                | DM 아슈라 - 알레그로 피유 모쏘                                 |                                             |
| 프라임                                | DM 아슈라 - 어나이얼레이터 메소드                              |                                             |
| 프라임                                | DM 아슈라(피트.스키조&한나) - 무브 댓 바디!                    |                                             |
| 프라임                                | 맷듀크 - 락 더 하우스                                          | 대한민국, 미국, 캐나다에서만 수록           |
| 프라임                                | r300k - 스콜피온 킹                                            |                                             |
| 프라임                                | 신스울프 - 포인트 제로 원                                      |                                             |
| 프라임                                | 캐슈 - 레드 스노우                                             |                                             |
| 프라임                                | 캐슈 - 캄파넬라                                                |                                             |
| 프라임                                | CYO 스타일 - 유 어게인 마이 러브                               |                                             |
| 프라임                                | CYO 스타일 - 로봇 배틀                                         |                                             |
| 프라임                                | 맥스&둠 - 더 레볼루션                                          |                                             |
| 프라임                                | 시드사운드 - 셀피쉬니스                                        |                                             |
| 프라임                                | 시드사운드 - 코스미컬 리듬                                     |                                             |
| 프라임                                | 시드사운드 - 돌리 키스                                         |                                             |
| 프라임                                | 크랭키 - 마타도르                                              |                                             |
| 프라임                                | 3R2 - 밀키 웨이 갤럭시                                         |                                             |
| 프라임                                | 3R2 - 필 마이 해피니스                                         |                                             |
| 프라임                                | 신스울프 - 라그나로크                                          |                                             |
| 프라임                                | D_안 - 아클루오이아스                                          |                                             |
| 프라임                                | 베스비아x레드시프트 - 꺄랴위사따                               |                                             |
| 프라임                                | 보스피 - 비디오 아웃 씨                                        |                                             |
| 프라임                                | 타입마스 - 스타더스트 오버드라이브                             |                                             |
| 프라임                                | 맥스 - 레미니센스                                              | 동방 프로젝트 어레인지                      |
| 프라임                                | 맥스 - 모멘트 데이                                             | 동방 프로젝트 어레인지                      |
| 프라임                                | 바쿠스테 소토칸다 잇쵸메 - 아마이 유우와쿠 데인저러스          |                                             |
| 프라임                                | 바쿠스테 소토칸다 잇쵸메 - 요로피쿠 피쿠요로                   |                                             |
| 프라임                                | 보이드 - 서든 로맨스 [펌프 잇 업 에디트]                       |                                             |
| 프라임                                | 사쿠죠 - 임프린팅                                              |                                             |
| 프라임                                | 에티아. - 미토츠다이라                                         |                                             |
| 프라임                                | 유 - 스마일 다이어리                                           |                                             |
| 프라임                                | 마사요시 미노시마 - 배드 애플!! 피트. 노미코                   |                                             |
| 프라임                                | 탓슈뮤직서클 - 신앙 -퍼스트 디자이어                           |                                             |
| 프라임                                | 탓슈뮤직서클 - 소라 노 시라베                                  |                                             |
| 프라임                                | 탓슈뮤직서클 - 포 시즌스 오브 론리네스 ver β 피트.사리야진     |                                             |
| 프라임                                | 라스트 노트. - 세츠나 트립                                     |                                             |
| 프라임                                | 라스트 노트. - 잡동사니 이노센스                               |                                             |
| 프라임                                | 라스트 노트. - 연애용자                                        |                                             |
| 프라임                                | 라스트 노트. - 방과 후 스트라이드                              |                                             |
| 프라임                                | 탓슈 - 프라임                                                  |                                             |
| 프라임                                | 히토시즈쿠P X 야마△ - 배드 ∞ 엔드 ∞ 나이트                     |                                             |
| 프라임                                | 에티아. - 퀸 오브 더 레드                                      |                                             |
| 프라임                                | 보이드 - 아이디얼라이즈드 로맨스                               |                                             |
| 프라임                                | 보이드 - 저스트 홀드 온(투 올 파이터즈)                        |                                             |
| 프라임                                | 마조 - 브레이크 잇 다운                                        |                                             |
| 프라임                                | 맥스 - 하이퍼큐브                                              |                                             |
| 프라임                                | SHK - 라이크 미                                                |                                             |
| 카테고리                              | 곡 제목                                                        | 비고                                        |
| 프라임2                               | SHK - 라스트 리버스                                            |                                             |
| 프라임2                               | SHK - 슈퍼 카프리시오                                          |                                             |
| 프라임2                               | 맴매 - 헬파이어                                                |                                             |
| 프라임2                               | 맴매 - 트리튬                                                  |                                             |
| 프라임2                               | 현 - 크로스 오버 Feat.LynU                                     |                                             |
| 프라임2                               | 나토 - 갓 모드                                                 |                                             |
| 프라임2                               | 나토 - 슈브 니구라스                                           |                                             |
| 프라임2                               | 도인 - 퍼더                                                    |                                             |
| 프라임2                               | 도인 - 다람쥐 헌 쳇바퀴에 타고파                               |                                             |
| 프라임2                               | 탓슈 - 실버 비트                                               |                                             |
| 프라임2                               | 루나틱 사운드 - 브링 백 더 비트                                |                                             |
| 프라임2                               | 루나틱 사운드 - 브레이크 아웃                                  |                                             |
| 프라임2                               | 맥스 - 사라반드                                                |                                             |
| 프라임2                               | 맥스 - 가장신자                                                | 동방프로젝트 어레인지곡                     |
| 프라임2                               | 맥스 - 오버블로우2                                             |                                             |
| 프라임2                               | 엠젯:-P - 패싱 라이더                                          |                                             |
| 프라임2                               | 엠젯:-P - 아르카나 포스                                        |                                             |
| 프라임2                               | DM 아슈라 - 알레그로 퓨리오소                                  |                                             |
| 프라임2                               | 보이드 - 앵귀시드 언메이킹                                     |                                             |
| 프라임2                               | 보이드 - 우츠시요 노 카제 feat. 카나                           |                                             |
| 프라임2                               | 마조 - 헤이 유                                                 |                                             |
| 프라임2                               | 제헤주키엘 - 트위스트 오브 페이트 feat.Ruriling                | 프라임2 곡 콘테스트 5위 당선곡              |
| 프라임2                               | 큐리 - HTTP                                                    | 프라임2 곡 콘테스트 4위 당선곡              |
| 프라임2                               | 스키조 - 업 앤 업                                              | 프라임2 곡 콘테스트 3위 당선곡              |
| 프라임2                               | 뉴트럴 문 - 트래블 투 퓨처                                     | 프라임2 곡 콘테스트 2위 당선곡              |
| 프라임2                               | 사라곤 - 레이브 틸 디 어스 엔드                                | 프라임2 곡 콘테스트 1위 당선곡              |
| 프라임2                               | 타입마스 - 어웨이크닝                                          |                                             |
| 프라임2                               | 디_안 - 이스케이프                                             |                                             |
| 프라임2                               | 캐슈 - 왈츠 오브 도지                                          |                                             |
| 프라임2                               | 드림캐쳐 - 체이스 미                                           |                                             |
| 프라임2                               | 드림캐쳐 - 굿 나이트                                           |                                             |
| 프라임2                               | 워너원 - 에너제틱                                              |                                             |
| 프라임2                               | 워너원 - 뷰티플                                                |                                             |
| 프라임2                               | 프로듀스 101 시즌2 - 나야 나                                   |                                             |
| 프라임2                               | 위너 - 리얼리 리얼리                                           |                                             |
| 프라임2                               | 탓슈뮤직서클 - 문 라이트 댄스                                  | 동방 프로젝트 어레인지                      |
| 프라임2                               | 시드사운드 - 스텝                                              |                                             |
| 프라임2                               | 보스피 - 저스트 키딘                                           |                                             |
| 프라임2                               | 다스 피트.카가미네 렌 - 꺼림칙한                               |                                             |
| 프라임2                               | 디제이 카운터포스 - 하트 어택                                  |                                             |
| 프라임2                               | 야시 프레스먼 & 나딘 러스트레 - 허쉬                           |                                             |
| 프라임2                               | 뷰티플 데이 - V3                                               | O2Jam 콜라보레이션 이식곡                   |
| 프라임2                               | 브랜디 - 크로스 타임                                           | O2Jam 콜라보레이션 이식곡                   |
| 프라임2                               | 브랜디 - 유령의 축제 2 (Sneak)                                 | O2Jam 콜라보레이션 이식곡                   |
| 프라임2                               | 에스티 - 헬릭스                                                | O2Jam 콜라보레이션 이식곡                   |
| 프라임2                               | M2U - 히페리온                                                 | O2Jam 콜라보레이션 이식곡                   |
| 프라임2                               | 맴매 - 블랙 드래곤                                             | O2Jam 콜라보레이션 이식곡                   |
| 프라임2                               | 맴매 - BS파워 익스플로전                                       | O2Jam 콜라보레이션 이식곡                   |
| 프라임2                               | 나토 - 스타트 온 레드                                          | O2Jam 콜라보레이션 이식곡                   |
| 프라임2                               | r300k - 타임 어택 <블루>                                       | O2Jam 콜라보레이션 이식곡                   |
| 프라임2                               | 시드사운드 - 매지컬 베케이션                                   | O2Jam 콜라보레이션 이식곡                   |
| 프라임2                               | 아라곤 - 비주얼 드림 2 (인 픽션)                               | O2Jam 콜라보레이션 이식곡                   |
| 프라임2                               | SHK - 사월                                                     | O2Jam 콜라보레이션 이식곡                   |
| 프라임2                               | 와락 - 슈퍼 스타일린                                           | O2Jam 콜라보레이션 이식곡                   |
| 프라임2                               | 와락 - 크리스마스의 기억                                       | O2Jam 콜라보레이션 이식곡                   |
| 프라임2                               | 아마모리P - 킵 온!                                             | EZ2AC 콜라보레이션 이식곡                   |
| 프라임2                               | 아타스 - 아스테리오스 리엔트리                                 | EZ2AC 콜라보레이션 이식곡                   |
| 프라임2                               | 키엔 - 라 그랑 블루                                            | EZ2AC 콜라보레이션 이식곡                   |
| 프라임2                               | 루나틱 사운드 - 인피니티                                       | EZ2AC 콜라보레이션 이식곡                   |
| 프라임2                               | P4koo - 고딕 레조넌스                                          | EZ2AC 콜라보레이션 이식곡                   |
| 프라임2                               | 사니-온 - 베들램                                               | EZ2AC 콜라보레이션 이식곡                   |
| 프라임2                               | 스트림 리버리 - 어 사이트 데라루                               | EZ2AC 콜라보레이션 이식곡                   |
| 프라임2                               | 트랜신 - 클루                                                  | EZ2AC 콜라보레이션 이식곡                   |
| 프라임2                               | 아르체플룩스 - 레드라인                                        | 네온FM 콜라보레이션 이식곡                  |
| 프라임2                               | 아르체플룩스 - 킬 뎀!                                          | 네온FM 콜라보레이션 이식곡                  |
| 프라임2                               | 트리플스타 - 도나텔로                                          | 네온FM 콜라보레이션 이식곡                  |
| 프라임2                               | 레인보우드래곤아이즈 - 시즈 마이 데이                          |                                             |
| 프라임2                               | DM 아슈라 - 폴른 엔젤                                          |                                             |
| 카테고리                              | 곡 제목                                                        | 비고                                        |
| XX                                    | SHK - 웨딩 크래셔                                              |                                             |
| XX                                    | SHK - 스위트로닉                                               | 2.01.0 추가곡                               |
| XX                                    | 아타스 - 오블리터레이션                                        |                                             |
| XX                                    | 아타스 - 트란사칼리아                                          | 2.01.0 추가곡                               |
| XX                                    | 슬램 - 1949                                                    | 1.02.0 추가곡                               |
| XX                                    | 맥스 - 야누스                                                  | 2.00.0 추가곡                               |
| XX                                    | 맥스 - 아이 원트 유                                            |                                             |
| XX                                    | 맥스 - 디스트릭트 1                                            | 2.02.0 추가곡                               |
| XX                                    | Mr.웨크 - 슈가 플럼                                            | 2.07.0 추가곡, 제2회 공모전에서 출전했던 곡 |
| XX                                    | 코하루(feat.레냐타) - 텔링 포츈 플라워                         | 2.07.0 추가곡, 제2회 공모전에서 출전했던 곡 |
| XX                                    | 나토 - 니알라토텝                                              |                                             |
| XX                                    | 나토 - 하트 래빗 코스터                                        | 1.04.0 추가곡                               |
| XX                                    | 나토 - 립톤 스트라이크                                         | 2.00.0 추가곡                               |
| XX                                    | 도인 - 스켑틱                                                  |                                             |
| XX                                    | 도인 - 아이올라이트 스카이                                     | 2.03.0 추가곡                               |
| XX                                    | 포리 - 퍼센트 엑스                                             |                                             |
| XX                                    | 포리 - 금혼식                                                  | 2.03.0 추가곡                               |
| XX                                    | 키엔 - 라 그랑드 루즈                                          |                                             |
| XX                                    | 스태틱스피어 & 복어수산 - 카르멘 버스                          | 1.05.0 추가곡                               |
| XX                                    | 현 - 마카롱 데이                                               |                                             |
| XX                                    | 파이버워터 - 아이스 오브 데스                                  | 1.01.0 추가곡                               |
| XX                                    | 큐리 - 포세이돈                                                |                                             |
| XX                                    | 쿼티즘 - 아드레날린 블래스터                                   | 2.02.0 추가곡                               |
| XX                                    | 애플소다 - 배니쉬                                              |                                             |
| XX                                    | 애플소다 - 테일즈 오브 펌프니아                                | 1.05.0 추가곡                               |
| XX                                    | 갈릭 스쿼드 - 김치 핑거즈                                      |                                             |
| XX                                    | DM 아슈라 - 오르빗 스태빌라이저                                | 1.05.0 추가곡                               |
| XX                                    | 쿠로락 - 파괴                                                  | 2.04.0 추가곡                               |
| XX                                    | 제헤주키엘 - 클레마티스 랩소디아                               | 2.04.0 추가곡                               |
| XX                                    | 디안 - 위키드 레전드                                           | 2.00.0 추가곡                               |
| XX                                    | 맴매 - 탄탄멘                                                  | 1.04.0 추가                                 |
| XX                                    | 캐슈 - 스타드림 (피트.로메론)                                  | 2.04.0 추가곡                               |
| XX                                    | t+파조라이트 - 슬랩스틱 파르페                                 | 2.06.0 추가곡, 크로싱 델타 이벤트 곡        |
| XX                                    | 긴키하 - 페이브드 가든                                         | 2.06.0 추가곡, 크로싱 델타 이벤트 곡        |
| XX                                    | 홈마쥬 - 팝 시퀀스                                             | 2.06.0 추가곡, 크로싱 델타 이벤트 곡        |
| XX                                    | t+파조라이트+긴키하+홈마쥬 - 크로싱 델타                       | 2.06.0 추가곡, 크로싱 델타 이벤트 곡        |
| XX                                    | 루시 - 조깅                                                    | 2.04.0 추가곡                               |
| XX                                    | “하온, 풀릭 - 어린왕자”                                        | 1.01.0 추가곡, 고등래퍼 곡                  |
| XX                                    | 드림캐쳐 - 풀 문                                               | 1.05.0 추가곡                               |
| XX                                    | 하이틴 - 타이밍                                                | 1.01.0 추가곡                               |
| XX                                    | 드림캐쳐 - 날아올라                                            |                                             |
| XX                                    | ‘터보 - 검은 고양이’                                           | 1.04.0 추가곡                               |
| XX                                    | (여자)아이들 - 한(一)                                          | 중국판 제외곡                               |
| XX                                    | 청하 - 스냅핑                                                  | 2.01.0 추가곡                               |
| XX                                    | 프로듀스48 - 내꺼야                                            |                                             |
| XX                                    | 에이핑크 - 1도 없어                                            |                                             |
| XX                                    | 워너원 - 부메랑                                                |                                             |
| XX                                    | 선미 - 가시나                                                  | 1.02.0 추가곡                               |
| XX                                    | 에버글로우 - 아디오스                                          | 2.00.0 추가곡, 중국판 제외곡                |
| XX                                    | 세븐틴 - 히트                                                  | 2.00.0 추가곡                               |
| XX                                    | 모모랜드 - 뿜뿜                                                |                                             |
| XX                                    | 엔.플라잉 - 옥탑방                                             | 2.00.0 추가곡                               |
| XX                                    | 오마이걸 - 번지(폴 인 러브)                                    | 2.00.0 추가곡                               |
| XX                                    | 마마무 - 별이 빛나는 밤                                        | 1.03.0 추가곡                               |
| XX                                    | 아이콘 - 사랑을 했다                                           | 일본판 제외곡                               |
| XX                                    | 여자친구 - 밤                                                  | 1.02.0 추가곡                               |
| XX                                    | 에버글로우 - 봉봉 쇼콜라                                       | 2.02.0 추가곡, 중국판 제외곡                |
| XX                                    | 세븐틴 - 아주 나이스                                           |                                             |
| XX                                    | 홍진영 - 잘가라                                                |                                             |
| XX                                    | 드림캐쳐 - 유 앤 아이                                          | 1.02.0 추가곡                               |
| XX                                    | “노라조 - 판매왕”                                              | 1.04.0 추가곡                               |
| XX                                    | 청하 - 벌써 12시                                               | 2.03.0 추가곡                               |
| XX                                    | “하온 - 붕붕”                                                  | 1.01.0 추가곡, 고등래퍼 곡                  |
| XX                                    | 맷듀크 - 클럽 나이트                                           |                                             |
| XX                                    | 맷듀크 - 인디스트럭터블                                        | 2.01.0 추가곡                               |
| XX                                    | 다스 - [86](피트.구미,카가미네 렌)                             |                                             |
| XX                                    | 현 피트.셰피아스 - 크로스 소울                                 | 1.05.0 추가곡, BMS 수록곡                   |
| XX                                    | 큐리 - 브로큰 카르마 (PIU 에디트)                              | 2.03.0 추가곡                               |
| XX                                    | 토토 - 천년이 지나서                                           | 2.00.0 추가곡                               |
| XX                                    | 야시 프레스먼 - 라라                                           | 2.00.0 추가곡                               |
| XX                                    | 디안 - 프렌즈                                                  | 1.04.0 추가곡, BMS 수록곡                   |
| XX                                    | 시로마루+크랭키 - 컨플릭트                                     | BMS 수록곡                                  |
| XX                                    | 크랭키 - 댄저 앤 댄저                                          | 2.02.0 추가곡                               |
| XX                                    | SHK - 이미지네이션                                             | O2Jam 콜라보레이션 이식곡                   |
| XX                                    | 제론 - 블랙 스완                                               | O2Jam 콜라보레이션 이식곡                   |
| XX                                    | 에스티 x M2U - 오벨리스크                                      | O2Jam 콜라보레이션 이식곡                   |
| XX                                    | 맥스 - 레이지 오브 파이어                                      | 1.02.0 추가곡, O2Jam 콜라보레이션 이식곡    |
| XX                                    | 나토 & r300k - 듀얼 레이싱<레드 vs 블루>                       | 2.02.0 추가곡, O2Jam 콜라보레이션 이식곡    |
| XX                                    | 야마젯 (Feat.아마네) - 사이클링!                               | 2.01.0 추가곡, O2Jam 콜라보레이션 이식곡    |
| XX                                    | 맴매 - 우라늄                                                  | 2.00.0 추가곡, O2Jam 콜라보레이션 이식곡    |
| XX                                    | FE - 제로아이즈                                                | 1.01.0 추가곡, O2Jam 콜라보레이션 이식곡    |
| XX                                    | M2U - 라이징 스타                                              | 1.04.0 추가곡, O2Jam 콜라보레이션 이식곡    |
| XX                                    | 맴매 - 1 더하기 1은 귀요미                                     | 2.03.0 추가곡, O2Jam 콜라보레이션 이식곡    |
| XX                                    | r300k - 헤드리스 치킨                                          | 2.04.0 추가곡, O2Jam 콜라보레이션 이식곡    |
| XX                                    | 야마젯 - 오버 더 호라이즌                                      | 2.04.0 추가곡, O2Jam 콜라보레이션 이식곡    |
| XX                                    | 로체 - 로키                                                    | EZ2AC 콜라보레이션 이식곡                   |
| XX                                    | 루나틱 사운드 - 디멘트 ~애프터 레전드~                         | EZ2AC 콜라보레이션 이식곡                   |
| XX                                    | 하우스플랜 - 하우스플랜                                        | 2.04.0 추가곡, EZ2AC 콜라보레이션 이식곡    |
| XX                                    | 로이 미켈렛 - 유어 마인드                                      | 2.00.0 추가곡, EZ2AC 콜라보레이션 이식곡    |
| XX                                    | 나토 - 니힐리즘 -어나더 버전-                                  | EZ2AC 출신곡                                |
| XX                                    | 크랭키 - 팔랑크스 "RS2018 믹스"                                |                                             |
| XX                                    | 신스울프 - 포인트 제로 2                                       | 2.02.0 추가곡                               |
| XX                                    | 노마 - 브레인 파워                                             | 2.05.0 추가곡                               |
| XX                                    | 정크 - 라이브 이스 피아노                                      | 2.05.0 추가곡                               |
| XX                                    | 크로이어 - 글로리아                                            | 2.07.0 추가곡                               |
| XX                                    | Sr. 랜 벨몬트 - 캉캉 ~오르페우스 인 더 파티 믹스~              | 1.03.0 추가곡, 제2회 공모전 1위 당선곡      |
| XX                                    | 야키카제&캐슈 - 파파시토 (feat. 쿠티나)                        | 1.03.0 추가곡, 제2회 공모전 2위 당선곡      |
| XX                                    | 제헤주키엘 - 파이어 오브 데스티니                              | 1.03.0 추가곡, 제2회 공모전 3위 당선곡      |
| XX                                    | 몬스트데스 - 디 엔드 오브 더 월드 ft. 스키조                   | 1.03.0 추가곡, 제2회 공모전 4위 당선곡      |
| XX                                    | 와이번P - 포가튼 뱀파이어                                      | 1.03.0 추가곡, 제2회 공모전 5위 당선곡      |
| XX                                    | 현 vs. 릭사운드 - 아마겟돈                                     | 2.06.0 추가곡, 제3회 공모전 1위 당선곡      |
| XX                                    | 아벨 - 리펜턴스                                                | 2.07.0 추가곡, 제3회 공모전 2위 당선곡      |
| XX                                    | 우마 - 더 레버리                                               | 2.05.0 추가곡, 제3회 공모전 3위 당선곡      |
| XX                                    | 리프 - 모페모페                                                | 2.08.0 추가곡                               |
| XX                                    | 우마 vs. 모리모리 아츠시 - 리: 엔드 오브 어 드림               | 2.08.0 추가곡                               |
| XX                                    | 현 - 크로스 레이 feat. 월하리아                                | 2.08.0 추가곡                               |
| XX                                    | 나토 - 시그너스                                                | 2.08.0 추가곡                               |
| XX                                    | SHK - 트로피카닉                                               | 2.08.0 추가곡                               |
| XX                                    | 나토 - 갓 모드 2.0                                             | 2.05.0 추가곡                               |
| XX                                    | 코스모그래프 - 얼티메이텀                                      | 2.08.0 추가곡                               |
| XX                                    | A:llhα - 시간의 회랑 라비린스                                  | 2.07.0 추가곡, G2R2018 출전곡               |

### 풀 송
풀송은 오리지널 곡,가요,월드뮤직 등 더 이상 분류하지 않게 되어 풀송 단일 채널로 회귀하였다.
| 카테고리                      | 곡 제목                                                    | 비고            |
| ----------------------------- | ---------------------------------------------------------- | --------------- |
| 익시드 익시드2 제로           | 크래쉬 - 디그니티                                          | 1.04.0에서 부활 |
| 익시드 익시드2 제로           | 반야 - 캐논-D                                              |                 |
| NX NX2 NXA                    | 이 얍 - 러브 이스 어 데인저 존 pt. 2                       |                 |
| NX NX2 NXA                    | 이 얍 - 비트 오브 더 워 2                                  |                 |
| NX NX2 NXA                    | 이 얍 - 젓가락 변주곡 풀 송                                |                 |
| 피에스타 피에스타EX 피에스타2 | 도인 - 인터퍼런스                                          |                 |
| 프라임                        | DM 아슈라(피트.스키조&한나) - 무브 댓 바디!                |                 |
| 프라임                        | 탓슈뮤직서클 - 포 시즌스 오브 론리네스 ver β 피트.사리야진 |                 |
| 프라임                        | 마사요시 미노시마 - 배드 애플!! 피트. 노미코               |                 |
| 프라임2                       | 야시 프레스먼 & 나딘 러스트레 - 허쉬                       |                 |
| 프라임2                       | 드림캐쳐 - 체이스 미                                       |                 |
| 프라임2                       | 생션7 - 가고일                                             |                 |
| XX                            | DM 아슈라 - 알레그로 콘 뿌오코                             | 1.02.0 추가     |
| XX                            | 드림캐쳐 - 굿 나이트                                       | 2.08.0 추가     |
| XX                            | 드림캐쳐 - 풀 문                                           | 2.05.0 추가     |
| XX                            | (여자)아이들 - 한(一)                                      | 2.00.0 추가     |
| XX                            | 프로듀스48 - 내꺼야                                        | 2.03.0 추가     |
| XX                            | 모모랜드 - 뿜뿜                                            |                 |
| XX                            | 에이핑크 - 1도 없어                                        | 2.02.0 추가     |
| XX                            | 선미 - 가시나                                              | 1.03.0 추가     |
| XX                            | 마마무 - 별이 빛나는 밤                                    | 1.04.0 추가     |
| XX                            | 여자친구 - 밤                                              | 2.02.0 추가     |
| XX                            | 세븐틴 - 아주 나이스                                       | 2.01.0 추가     |
| XX                            | 홍진영 - 잘가라                                            | 2.03.0 추가     |
| XX                            | 다스 - [86](피트.구미,카가미네 렌)                         | 1.01.0 추가     |
| XX                            | 지르콘 - 바로크 바이러스                                   | 2.04.0 추가     |
| XX                            | 야키카제&캐슈 - 파파시토 (feat. 쿠티나)                    | 2.07.0 추가     |

### 리믹스
리믹스도 풀송과 마찬가지로 오리지널 곡, 가요, 월드뮤직 등 더 이상 분류하지 않게 되어 리믹스 단일 채널로 회귀하였다.
| 카테고리                              | 곡 제목                                               | 수록곡 | 비고                         |
| ------------------------------------- | ----------------------------------------------------- | --- | ---------------------------- |
| 1st 2nd 3rd O.B.G. S.E. 퍼펙트 컬렉션 | 반야 - 리피토먼트 리믹스                              | 원곡 |                              |
| 익시드 익시드2 제로                   | 반야 - 반야 힙합 리믹스                               | 싫어 프리 스타일 미드나잇 블루 | 전용 BGA 사용                |
| 엑스트라 리버스 프리미어3 프렉스      | 반야 - 엑스트라 반야 리믹스                           | 파이널 오디션 에피소드 1 치킨 윙 | 전용 BGA는 사용불가          |
| 익시드 익시드2 제로                   | 반야 - 트림 북 오브 더 워 리믹스                      | 엑스트림 부크 비트 오브 더 워 |                              |
| 익시드 익시드2 제로                   | 반야 - 반야 클래식 리믹스                             | 베토벤 바이러스 윈터 펌프 미 아마데우스 |                              |
| 익시드 익시드2 제로                   | 반야 - 러브 이스 어 데인저 존 pt. 2: 트라이 투 B.P.M. | 러브 이스 어 데인저 존 1&2 |                              |
| NX NX2 NXA                            | 이 얍 - 위-엑-닥-바                                   | 위치 닥터 엑스트라바간자 |                              |
| NX NX2 NXA                            | 이 얍 - 비메라                                        | 비 키메라 |                              |
| NX NX2 NXA                            | 반야 프로덕션 - 반야-P 클래식 리믹스                  | 미운 오리새끼 투우사의 노래 월광 |                              |
| NX NX2 NXA                            | 반야 프로덕션 - 반야-P 기타 리믹스                    | 건 락 기타 맨 비트 더 고스트 팬텀 |                              |
| NX NX2 NXA                            | 반야 프로덕션 - 머니 핑거즈                           | 머니 몽키 핑거즈 |                              |
| NX NX2 NXA                            | 반야 프로덕션 - 사람들은 펌핑업을 몰랐다네            | 사람들은 몰랐다네 펌핑 업 |                              |
| NX NX2 NXA                            | 반야 프로덕션 - 카프리스 오브 DJ 오타다               | 카프리스 오브 오타다 DJ 오타다 |                              |
| NX NX2 NXA                            | 반야 프로덕션 - 미운 오리 토카타                      | 미운 오리새끼 토카타 |                              |
| NX NX2 NXA                            | 반야 프로덕션 - 닥터 K.O.A.                           | 닥터. M K.O.A. -앨리스 인 원더월드- |                              |
| NX NX2 NXA                            | 반야 프로덕션 - 터키 바이러스                         | 터키 행진곡 베토벤 바이러스 |                              |
| 카테고리                              | 곡 제목                                               | 수록곡 | 비고                         |
| 피에스타 피에스타EX 피에스타2         | 반야 프로덕션 - B.P 클래식 리믹스 1                   | 안녕 윌리엄 겟 업 (앤 고) 제네시스 |                              |
| 피에스타 피에스타EX 피에스타2         | 반야 프로덕션 - 파파 헬로이징                         | 파파 곤잘레스 블레이징 헬로 |                              |
| 피에스타 피에스타EX 피에스타2         | 반야 프로덕션 - B.P 클래식 리믹스 2                   | 제네시스 우편마차 월광 |                              |
| 피에스타 피에스타EX 피에스타2         | 반야 프로덕션 - 셋 업 미2 믹스                        | 셋 미 업 댄스 위드 미 |                              |
| 피에스타 피에스타EX 피에스타2         | ms군 - ms군 리믹스 파트 6                             | 맥스의 U 갓 2 노우 SHK의 데스티네이션 |                              |
| 피에스타 피에스타EX 피에스타2         | 도인 - 진공 청소기                                    | 진공 클리너 |                              |
| 피에스타 피에스타EX 피에스타2         | 맥스 - 에브리바디 갓 2 노우                           | U 갓 2 노우 위 갓 2 노우 |                              |
| 피에스타 피에스타EX 피에스타2         | 신스울프&맥스 - 인피니티 리믹스                       | 힙노시스 (신스울프 리믹스) 파사칼리아 |                              |
| 피에스타 피에스타EX 피에스타2         | 도인&맥스 - 와라유도인?                               | 말씀 진공 인터퍼런스 ㅁㄴㅇㄹ 테프리스 잣 클리너 FFF |                              |
| 프라임                                | 반야&와락 - 베토벤 인플루엔자                         | 베토벤 바이러스 라티노 바이러스 |                              |
| 프라임                                | 맥스&맴매 - 아발란퀴엠                                | 아발란치 레퀴엠 |                              |
| 프라임                                | 슬램&나토 - 패러독스                                  | 요그 소토스 1950 |                              |
| 프라임2                               | 맴매 - 불카누스                                       | 아발란치 헬파이어 |                              |
| 프라임2                               | 나토&EXC - 슈브 소토스                                | 요그 소토스 슈브 니구라스 |                              |
| 프라임2                               | 도인 - 리더                                           | 리키지 볼티지 퍼더 |                              |
| XX                                    | 도인 - 하늘다람쥐                                     | 다람쥐 헌 쳇바퀴에 타고파 아이올라이트 스카이 | 2.08.0 추가                  |
| XX                                    | 애플소다VS맥스 - 데사파레세르                         | 배니쉬 사라반드 | 전용 BGA를 사용              |
| XX                                    | 도인 && 써니 - 에러코드: 0                            | 리키지 볼티지 리무버블 디스코 퍼더 다람쥐 헌 쳇바퀴에 타고파 스켑틱 아이올라이트 스카이 | 2.04.0 추가, 전용 BGA를 사용 |
| XX                                    | 폴 바주카 - 메테오 사이언스                           | 메테오라이즈 매드사이언스 | 1.02.0 추가                  |
| XX                                    | 캐슈 - 프라임 타임                                    | 보이드의 앵귀시드 언메이킹 슬램의 1950 디안의 아클루오이아스 레드 스노우 P4koo의 고딕 레조넌스 마조의 브레이크 잇 다운 스트림 리버리의 어 사이트 데라루 보스피의 비디오 아웃 씨 DM 아슈라의 어나이얼레이터 메소드 도인의 퍼더 신스울프의 라그나로크 | 1.05.0 추가                  |
| XX                                    | 맴매 - 파이어 누들 챌린지                             | 차이니즈 레스토랑 탄탄멘 | 2.02.0 추가                  |
| 카테고리                              | 곡제목                                                | 수록곡 | 비고                         |

### 숏 컷
숏컷도 마찬가지로 오리지널 곡,가요,월드뮤직 등 더 이상 분류하지 않게 되어 숏컷 단일 채널로 회귀하였다.
| 카테고리                      | 곡제목                                            | 비고                    |
| ----------------------------- | ------------------------------------------------- | ----------------------- |
| 피에스타 피에스타EX 피에스타2 | 반야 - 익시드2 오프닝(無言歌 RAW딩중...)          | 익시드2의 이벤트 전용곡 |
| 피에스타 피에스타EX 피에스타2 | 반야 - 파이널 오디션 2                            |                         |
| 피에스타 피에스타EX 피에스타2 | 반야 - 파이널 오디션 3                            |                         |
| 피에스타 피에스타EX 피에스타2 | 이 얍 - 파이널 오디션 에피소드 2-X                |                         |
| 피에스타 피에스타EX 피에스타2 | 반야 - 러브 이스 어 데인저 존                     |                         |
| 피에스타 피에스타EX 피에스타2 | 반야 - 러브 이스 어 데인저 존 pt. 2               |                         |
| 피에스타 피에스타EX 피에스타2 | 반야 - 엑스트라바간자                             |                         |
| 피에스타 피에스타EX 피에스타2 | 반야 - 치킨 윙                                    |                         |
| 피에스타 피에스타EX 피에스타2 | 반야 - 윈터                                       |                         |
| 피에스타 피에스타EX 피에스타2 | 반야 - 무혼 2                                     |                         |
| 피에스타 피에스타EX 피에스타2 | 반야 - 월광                                       |                         |
| 피에스타 피에스타EX 피에스타2 | 반야 - 위치 닥터                                  |                         |
| 피에스타 피에스타EX 피에스타2 | 이 얍 - NX 오프닝                                 |                         |
| 피에스타 피에스타EX 피에스타2 | 반야 프로덕션 - K.O.A. -앨리스 인 원더월드-       |                         |
| 피에스타 피에스타EX 피에스타2 | 이 얍 - 비메라                                    |                         |
| 피에스타 피에스타EX 피에스타2 | 이 얍 - 펌트리스 8Bit ver.                        |                         |
| 피에스타 피에스타EX 피에스타2 | SHK - 데스티네이션                                |                         |
| 피에스타 피에스타EX 피에스타2 | 도인 - 트롯프리스                                 | 숏 컷 전용              |
| 피에스타 피에스타EX 피에스타2 | 도인 - 클리너                                     |                         |
| 피에스타 피에스타EX 피에스타2 | SHK - 테이크 아웃                                 |                         |
| 피에스타 피에스타EX 피에스타2 | 맥스 - 오버블로우                                 |                         |
| 피에스타 피에스타EX 피에스타2 | DM 아슈라 - X-레이브                              |                         |
| 피에스타 피에스타EX 피에스타2 | J-미 & 미디-D 핏. 한나 스톡젤 - 팝 더 트랙        |                         |
| 피에스타 피에스타EX 피에스타2 | 신스울프 - 파사칼리아                             |                         |
| 피에스타 피에스타EX 피에스타2 | 반야 리믹스 바이 DM 아슈라 - 이그니스 패터스      |                         |
| 피에스타 피에스타EX 피에스타2 | 도인 - FFF (플류 파 패스터)                       |                         |
| 피에스타 피에스타EX 피에스타2 | SHK - 유니크                                      |                         |
| 피에스타 피에스타EX 피에스타2 | 맥스 - U 갓 미 락킹                               |                         |
| 카테고리                      | 곡제목                                            | 비고                    |
| 프라임                        | SHK - 슈퍼 판타지                                 |                         |
| 프라임                        | 나토 - 요그 소토스                                |                         |
| 프라임                        | 나토 - 실루엣 이펙트                              |                         |
| 프라임                        | 시드사운드 - 셀피쉬니스                           |                         |
| 프라임                        | 맷듀크 - 락 더 하우스                             |                         |
| 프라임                        | DM 아슈라(피트.스키조&한나) - 무브 댓 바디!       |                         |
| 프라임                        | 맥스 - 프라임 오프닝                              |                         |
| 프라임                        | 타입마스 - 스타더스트 오버드라이브                |                         |
| 프라임2                       | 맥스 - 사라반드                                   |                         |
| 프라임2                       | SHK - 사월                                        |                         |
| 프라임2                       | 맥스 - 프라임2 오프닝                             |                         |
| 프라임2                       | 나토 - 슈브 니구라스                              |                         |
| 프라임2                       | M2U - 히페리온                                    |                         |
| 프라임2                       | 맥스 - 가장신자                                   |                         |
| XX                            | 슬램&나토 - 패러독스                              | 2.08.0 추가             |
| XX                            | 나토 - 니알라토텝                                 |                         |
| XX                            | SHK - 웨딩 크래셔                                 |                         |
| XX                            | Sr. 랜 벨몬트 - 캉캉 ~오르페우스 인 더 파티 믹스~ | 1.05.0 추가             |
| XX                            | 맥스 - XX 오프닝                                  | 1.01.0 추가             |
| XX                            | 맥스 - 아이 원트 유                               | 2.03.0 추가             |
| XX                            | 큐리 - 포세이돈                                   | 1.03.0 추가             |
| XX                            | SHK - 스위트로닉                                  | 2.01.0 추가             |
| 카테고리                      | 곡제목                                            | 비고                    |

## 이전 버전과 다음 버전
| 펌프 잇 업 시리즈            | 펌프 잇 업 시리즈 | 펌프 잇 업 시리즈 | 펌프 잇 업 시리즈 | 펌프 잇 업 시리즈 |
| ---------------------------- | ----------------- | ----------------- | ----------------- | ----------------- |
| 펌프 잇 업 2017．2018 프라임 | <-                | 펌프 잇 업 XX     | 펌프 잇 업 피닉스 |                   |
| 펌프 잇 업 2017．2018 프라임 | <-                | 펌프 잇 업 M      | 펌프 잇 업 피닉스 |                   |